# Dinesh Gunawardena
Dinesh Gunawardena (ur. 2 marca 1949 w Kolombo) – lankijski polityk i przedsiębiorca, premier Sri Lanki od 22 lipca 2022 do 23 września 2024.

## Życiorys
Urodził się 2 marca 1949 roku w Kolombo, stolicy Sri Lanki. Został absolwentem Uniwersytetu Oregonu. Podczas swojej kariery politycznej był ministrem edukacji i ministrem spraw zagranicznych. 22 lipca 2022 roku po rezygnacji poprzednika został wybrany i zaprzysiężony na premiera Sri Lanki. 23 września 2024, w dniu objęcia urzędu prezydenta przez Anurę Kumarę Dissanayake'go, złożył rezygnację  i zakończył sprawowanie funkcji szefa rządu.

## Życie prywatne
Jest wdowcem. Wyznaje buddyzm.